# Albertus van Rhijn

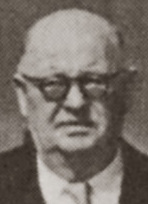
A. J. R. van Rhijn (1958)

Albertus Johannes Roux van Rhijn (afrikaans van Rhyn) (* 7. Juli 1890 in Vanrhynsdorp, Kapkolonie; † 30. Dezember 1971 in Bloemfontein, Freistaat) war ein südafrikanischer Politiker und Botschafter.

## Leben
Van Rhijn wurde 1907 an der Wellington High School eingeschrieben, graduierte 1910 am Victoria College, studierte ab 1912 an der Ruprecht-Karls-Universität Heidelberg, war unter der Leitung von Wilhelm Salomon-Calvi an Analysen der Bergheim (Heidelberg) Radium-Sol-Therme beteiligt und wurde Bachelor sowie Master der Physik. Von 1930 bis 1953 saß er im Senat der Universität von Südafrika, wo er von 1948 bis 1952 Vize-Kanzler war.
Vom 6. Dezember 1951 bis 1. Dezember 1953 war van Rhijn Administrator von Südwestafrika. Anschließend war er war von 1953 bis 1954 Gesundheits- und Sozialminister. Von 1953 bis 1958 leitete van Rhijn die Ressorts Bergbau und Wirtschaft.
Anfang Oktober 1957 besuchte er die Bundesrepublik Deutschland und weilte auch zwei Tage in Heidelberg, wo er sich mit alten Bekannten aus seiner Studienzeit im Europäischen Hof traf.

## Ehrungen
Nach van Rhijn ist seit 1952 eine Schule in der namibischen Hauptstadt Windhoek benannt.